# Popis francuskih umjetnica
Ovo je popis umjetnica rođenih u Francuskoj ili čija su umjetnička djela usko povezana s tom zemljom.

## B
- Rosa Bonheur (1822. – 1899.), slikarica i kiparica

## C
- Anne Philiberte Coulet (1736. – 1800.), grafičarka

## F
- Rosalie Filleul (1752. – 1794.), slikarica

## M
- Dora Maar (1907. – 1997.), slikarica
- Berthe Morisot (1841. – 1895.), slikarica

## V
- Louise Élisabeth Vigée Le Brun (1755. – 1842.), slikarica
- Marie-Denise Villers (1774. – 1821.), slikarica